# أندرو دافنبورت
أندرو دافنبورت (بالإنجليزية: Andrew Davenport)‏ هو كاتب سيناريو وملحن بريطاني، ولد في 10 يونيو 1965 في فولكستون ‏ في المملكة المتحدة.

## وصلات خارجية
- أندرو دافنبورت على موقع IMDb (الإنجليزية)
- أندرو دافنبورت على موقع ألو سيني (الفرنسية)
- أندرو دافنبورت على موقع ديسكوغز (الإنجليزية)
- أندرو دافنبورت على موقع كينوبويسك (الروسية)